# Drutex
Drutex S.A. ist ein polnisches Industrieunternehmen, das überwiegend PVC-Kunststofffenster und -türen (Bauelemente) herstellt. Sitz des Unternehmens ist Bytów (Pommern). Es wurde 1985 von Leszek Gierszewski gegründet und begann mit der Fertigung von Maschendrahtzäunen und Fuchskäfigen. 1994 begann man mit der Herstellung von Fenstern.
Drutex war 2006 der fünftgrößte Fenster- und Türenhersteller in Polen und bezeichnet sich heute selber als „größter Hersteller von Kunststofffenstern und -türen in Europa“. 2013 machte Drutex einen Umsatz von etwa 120 Mio. Euro. 51 Prozent davon wurden exportiert. 70 Prozent des Exports gingen nach Deutschland, die übrigen 30 Prozent in andere Länder.